# Gloire (cruzador de 1935)
O Gloire foi um cruzador rápido operado pela Marinha Nacional Francesa e a quarta embarcação da Classe La Galissonnière, depois do La Galissonnière, Jean de Vienne e Marseillaise, e seguido pelo Montcalm e Georges Leygues. Sua construção começou em novembro de 1933 na Forges et Chantiers de la Gironde em Bordeaux e foi lançado ao mar em setembro de 1935, sendo comissionado na frota francesa em dezembro de 1937. Era armado com uma bateria principal composta por nove canhões de 152 milímetros montados em três torres de artilharia triplas, tinha um deslocamento carregado de mais de nove mil toneladas e alcançava uma velocidade máxima de 31 nós.
O Gloire teve um início de carreira tranquilo que incluiu algumas viagens internacionais. A Segunda Guerra Mundial começou em setembro de 1939 e o navio operou no Oceano Atlântico em missões de escolta e transporte até a derrota da França em junho do ano seguinte. Depois disso foi enviado para as colônias francesas na África para mantê-las sob controle. O Gloire deserdou para a França Livre em novembro de 1942 e em seguida participou de várias operações no Mar Mediterrâneo, incluindo a Campanha da Itália e a invasão do sul da França. Depois do fim da guerra foi enviado em três ocasiões para a Indochina. Foi descomissionado em novembro de 1955 e desmontado em 1958.